# De l'autre côté de l'arc-en-ciel
De l'autre côté de l'arc-en-ciel est le 20e épisode de la saison 2 de la série télévisée Angel.

## Synopsis
Les membres d'Angel Investigations découvrent que Cordelia a été aspirée sur Pylea, la dimension d'origine de Lorne. Angel essaie d'ouvrir un portail pour Pylea mais n'y parvient pas. Sur Pylea, un monde dans lequel les humains sont appelés « vaches » et traités comme des esclaves, Cordelia est faite prisonnière par un démon et parle, à travers un trou dans un mur, à la jeune femme qu'elle a vu dans sa vision. Lorne demande de l'aide à Aggie, une de ses amies, pour ouvrir un portail vers Pylea et Aggie accepte mais à condition que Lorne se rende lui aussi sur sa dimension d'origine pour y régler quelques affaires en suspens. Cordelia a une autre vision sur la place du marché du village et elle est conduite devant un magistrat local à qui elle explique son don. 
Angel, Wesley et Lorne, accompagnés au dernier moment par Gunn qui ne voulait initialement pas faire le voyage, ouvrent un portail vers Pylea grâce aux indications d'Aggie mais le livre qui contient la formule d'ouverture ne passe pas le portail. Angel découvre à sa grande joie que la lumière des deux soleils de Pylea n'est pas fatale aux vampires. Angel et son équipe sont rapidement pris en chasse et capturés. Ils sont emmenés devant le nouveau dirigeant de Pylea, qui n'est autre que Cordelia, élevée au rang de princesse grâce à son don.